# Біла (притока Серету)
Біла (Білий) — річка в Україні, у межах Чортківського району Тернопільської області. Права притока Серету (басейн Дністра). 

## Опис
Довжина 26 км. Площа басейну 90,2 км². Долина у верхній течії переважно неглибока і широка, нижче долина звужується і поглиблюється. Річище слабозвивисте. Заплава в пониззі часто однобічна.

## Розташування
Біла бере початок на північний схід від села Мартинівка. Тече переважно на південний схід. Впадає до Серету в селі Біла, що на північний захід від міста Чорткова. 
Притоки: невеликі потічки. 
Над річкою розташовані села: Косів, Білий Потік, Семаківці, Калинівщина, Біла. 